# Chuichi Nagumo
Chuichi Nagumo (Japans: 南雲 忠一, Nagumo Chūichi) (Yonezawa, 25 maart 1887 – Saipan, 6 juli 1944) was een admiraal van de Japanse Keizerlijke Marine die vocht in de Tweede Wereldoorlog, onder meer de aanval op Pearl Harbor en de slag bij Midway. Hij pleegde zelfmoord na de verloren slag bij Saipan.

## Loopbaan
In 1908 studeerde hij als 8e van 191 af aan de Keizerlijke Japanse Marineacademie. Hij diende als adelborst op de pantserdekschepen Soya, Niitaka en het pantserschip Nisshin. In 1910 diende hij als vaandrig op de kruiser Asama.
Na opleiding over torpedo's en scheepsgeschut werd hij onderluitenant op het slagschip Aki en dan op de torpedobootjager Hatsuyuki.
In 1914 werd hij luitenant op de slagkruiser Kirishima en dan op de torpedobootjager Sugi. Op 15 december 1917 kreeg hij het bevel over de torpedobootjager Kisaragi.
Hij vervolmaakte zich in torpedobootjagers en torpedo's aan het “College voor Oorlog op Zee” en werd in 1920 lieutenant commander. Van 1920 tot 1921 was hij kapitein van de torpedobootjager Momi en dan ging hij aan wal bij de generale staf. In 1924 werd hij commandant. Van 1925 tot 1926 maakte hij een studiereis naar Europa en de Verenigde Staten.

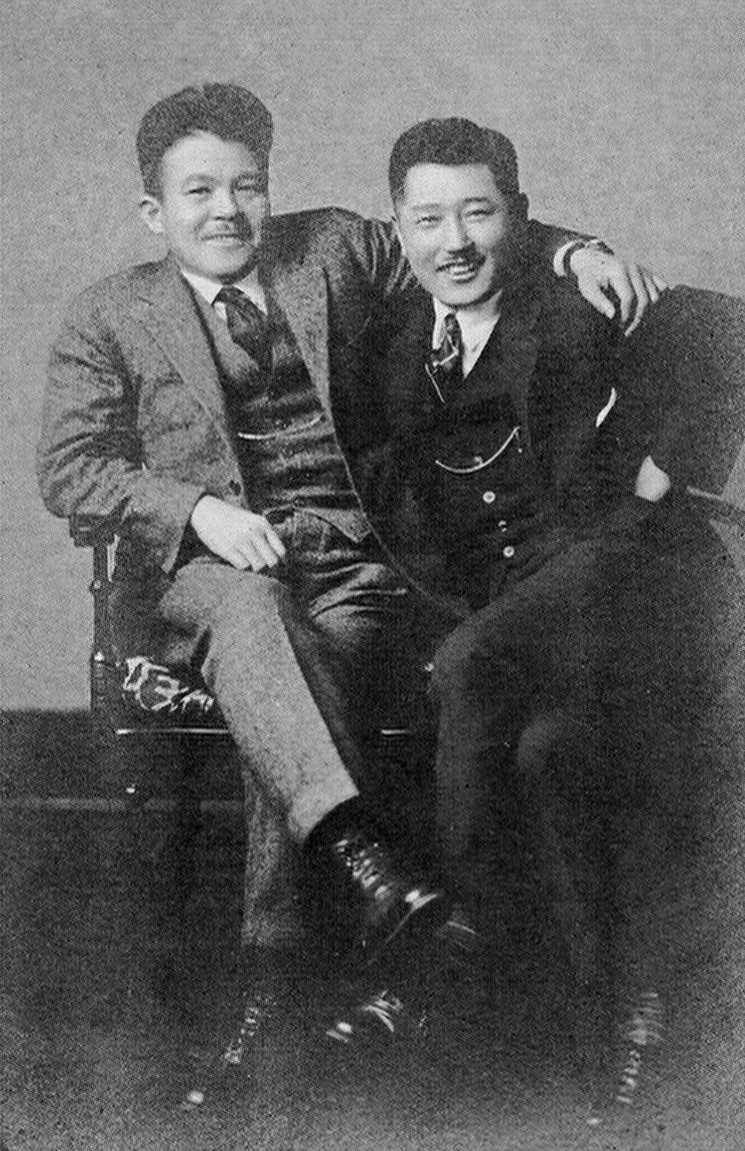
Nagumo (links) met zijn vriend Ichiro Saeki te Seattle in 1925

Na zijn terugkeer in Japan werd hij van 20 maart 1926 tot 15 oktober 1926 kapitein van de kanonneerboot Saga en dan van 15 oktober 1926 tot 15 november 1927 van de kanonneerboot Uji. Van 1927 tot 1929 gaf hij les aan de Keizerlijke Japanse Marineacademie. In november 1929 werd hij kapitein en kreeg hij het bevel over de lichte kruiser Naka. Van 1930 tot 1931 voerde hij het bevel over de 11e divisie torpedobootjagers. Van 1931 tot 1933 vervulde hij administratieve taken. Van 1933 tot 1934 kreeg hij het bevel over de zware kruiser Takao en van 1934 tot 1935 over het slagschip Yamashiro.
Op 1 november 1935 werd hij schout-bij-nacht en kreeg hij het bevel over de 8e divisie kruisers in de Gele Zee om het Japans Keizerlijk Leger te ondersteunen.
Van 1937 tot 1938 stond hij aan het hoofd van de opleiding over torpedo's. Van 1938 tot 1939 kreeg hij het bevel over de 3e divisie kruisers. Op 15 november 1939 werd hij viceadmiraal. Van november 1940 tot april 1941 stond hij aan het hoofd van het “College voor Oorlog op Zee”.

## Tweede Wereldoorlog
Op 10 april 1941 werd hij opperbevelhebber van de 1e luchtvloot van de Keizerlijke Japanse Marine.
Admiraal Nishizo Tsukahara uitte zijn twijfels

"Nagumo was een officier van de oude stempel, een specialist van torpedo's en manoeuvres met oppervlakteschepen... Hij had geen enkel benul van de mogelijkheden van vliegdekschepen"

Nagumo kantte zich tegen het plan van admiraal Isoroku Yamamoto voor de aanval op Pearl Harbor, maar voerde het wel uit. Na de aanval kreeg Nagumo kritiek omdat hij geen derde aanval gelanceerd had tegen de brandstofvoorraad en de droogdokken.
Hij bombardeerde Darwin in Australië en bracht een vliegdekschip, twee kruisers en een torpedobootjager van de Britse Eastern Fleet tot zinken in de Indische Oceaan en dreef admiraal Sir James Somerville naar Oost-Afrika.
In de Slag bij Midway verloor Nagumo vier vliegdekschepen. Toen zijn bommenwerpers het strategisch belangrijke eiland Midway met zijn vliegveld bombardeerden stond de tweede helft van zijn vliegtuigen startklaar met torpedo's voor het geval Amerikaanse vliegdekschepen ontdekt zouden worden. Nagumo had echter veel minder verkenningsvliegtuigen in de lucht gestuurd dan de Amerikanen. Nagumo liet de torpedo's demonteren en vervangen door gewone bommen voor een tweede bombardement op het eiland Midway. Toen meldde een verkenningsvliegtuig de Amerikaanse vliegdekschepen en Nagumo liet de pas gemonteerde bommen opnieuw demonteren en vervangen door torpedo's om er de Amerikaanse vliegdekschepen mee aan te vallen. Met de dekken vol vliegtuigen, bommen en torpedo's bleken de vliegdekschepen kwetsbaar voor Amerikaanse Douglas SBD Dauntless duikbommenwerpers van de USS Enterprise (CV-6).
Nagumo werd dan opperbevelhebber van de 3e vloot van vliegdekschepen in de Slag om Guadalcanal.

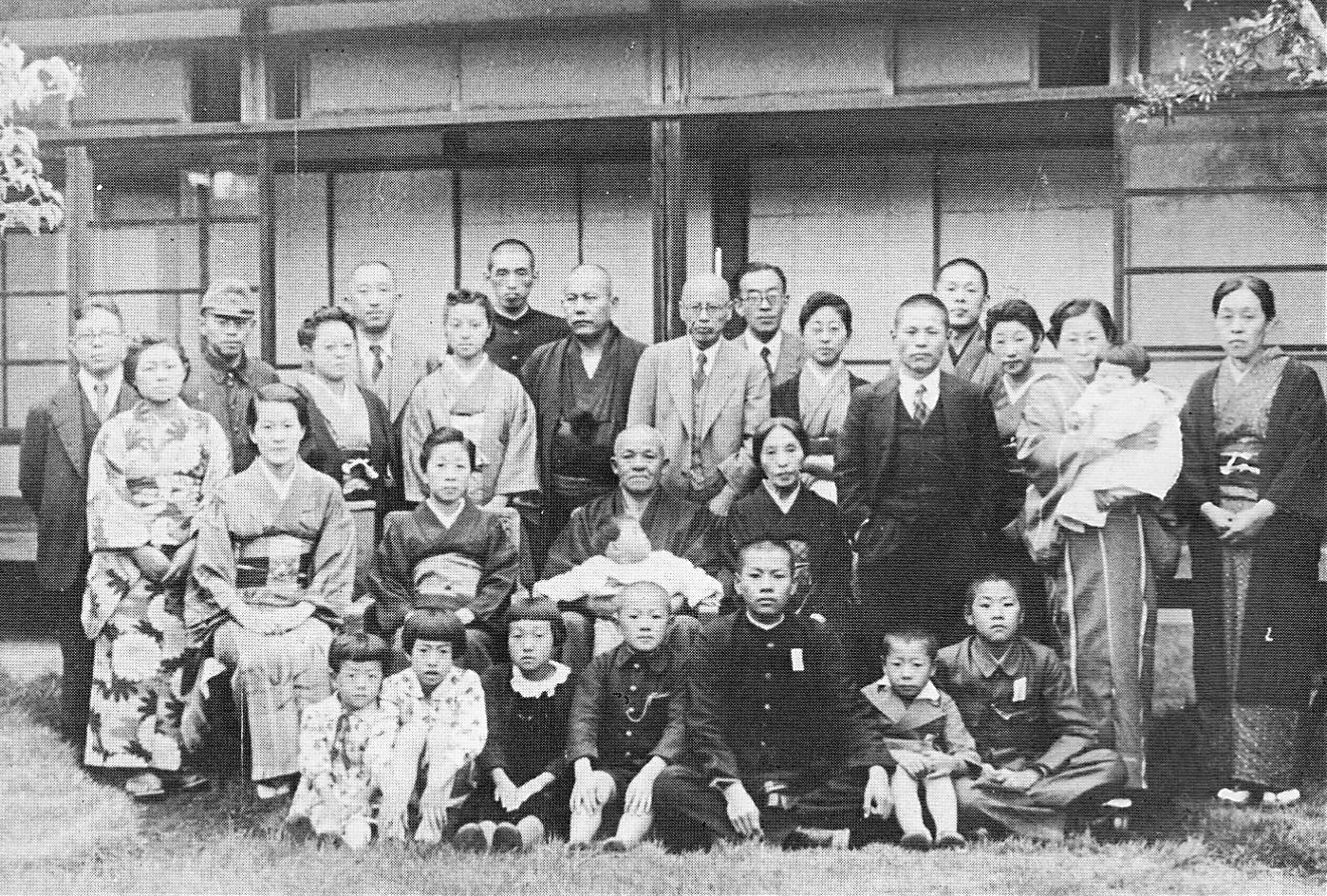
De familie Nagumo in 1943 met Chūichi in het midden

Op 11 november 1942 kreeg Nagumo in Japan het bevel over het marinedistrict Sasebo. Op 21 juni 1943 werd hij overgeplaatst naar het marinedistrict Kure. Van oktober 1943 tot februari 1944 kreeg Nagumo opnieuw het bevel over de 1e vloot.
Op 4 maart 1944 werd hij opperbevelhebber van de 14e luchtvloot en de Central Pacific Area Fleet bij de Marianen.

## Zelfmoord op Saipan

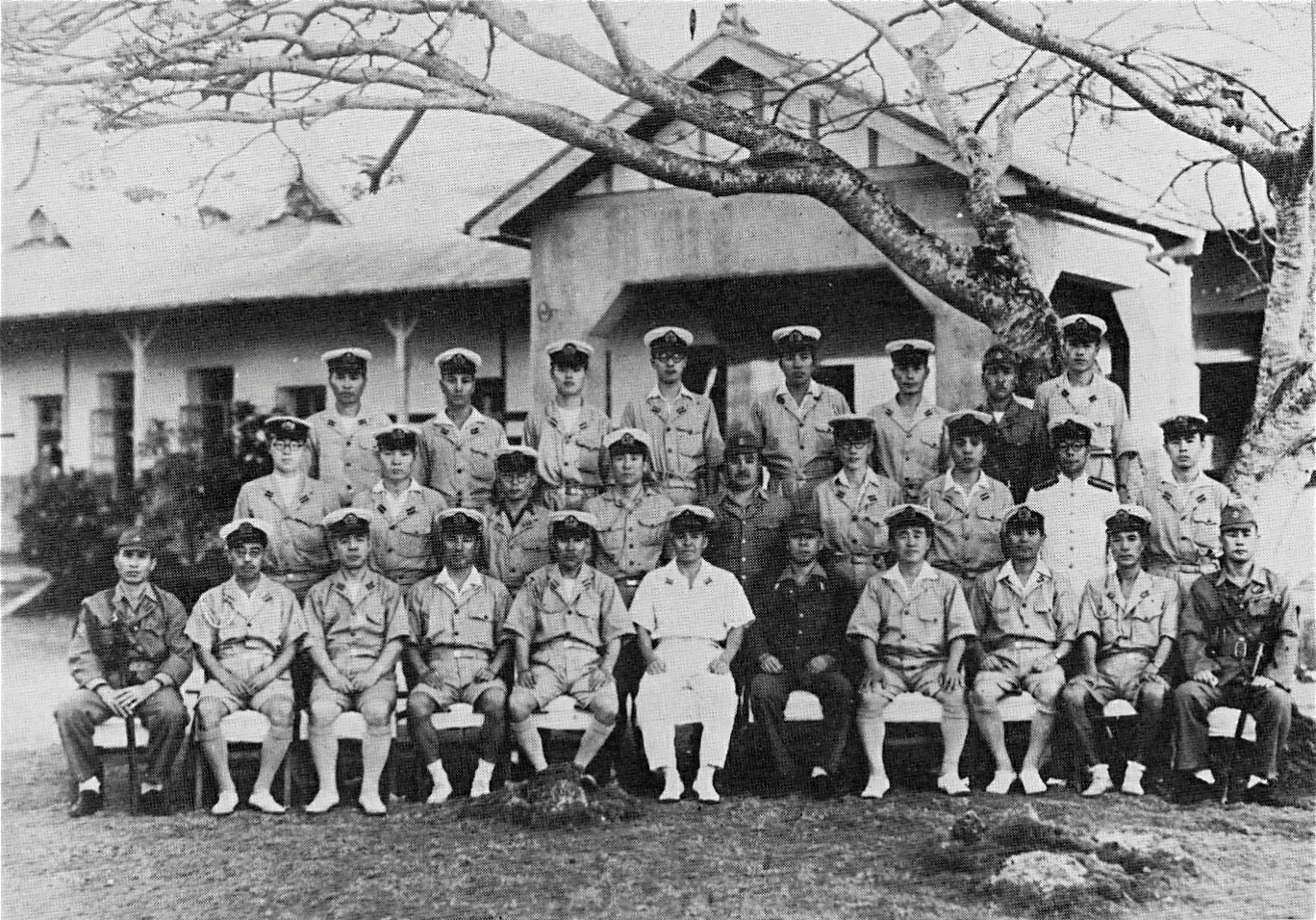
Laatste foto van Nagumo in het midden te Saipan in 1944

Viceadmiraal Jisaburo Ozawa verloor tegen de Amerikaanse vijfde vloot drie vliegdekschepen en 600 vliegtuigen in de Slag in de Filipijnenzee. Op 15 juni 1944 begon de Slag bij Saipan. Nagumo en generaal Yoshitsugu Saito moesten Saipan houden. Toen de toestand op 6 juli hopeloos was, pleegde Nagumo zelfmoord. De Amerikaanse mariniers vonden zijn lijk in de grot. Hij werd postuum bevorderd tot admiraal.

## Film en video
- In de film Tora! Tora! Tora! uit 1970 speelt Eijirō Tōno de rol van Nagumo tijdens de aanval op Pearl Harbor.
- In de film Midway uit 1976 vertolkt James Shigeta Nagumo.
- In de film Midway uit 2019 werd de rol vervuld door Jun Kunimura.
- In de film Yamamoto Isoroku uit 2011 speelt Takeo Nakahara de rol van Nagumo tijdens de Slag om Midway.
- In het videospel Axis & Allies uit 2004 is Nagumo is een van de vier speelbare Japanse bevelhebbers.

## Militaire loopbaan
- Luitenant-admiraal (海軍大将 Kaigun-taishō), Japanse Keizerlijke Marine: (Postuum)

## Onderscheidingen
- Orde van de Rijzende Zon
  - der Derde Klasse[6]
  - der Vierde Klasse[6]
- Orde van de Gouden Wouw, der Eerste klasse[6]
- Orde van de Heilige Schatten, der Eerste klasse[6]
- Badge voor Afgestudeerden van de Marine Staf College[6]
- Commandanten insigne[6]
- Groot Oostelijke-Aziatische Oorlogsmedaille[6]
- China-incident 1937 medaille[6]